# Nano Morgante
Nano Morgante (bijnaam van Braccio di Bartolo) (Poggio Fornione, 16e eeuw) was een Italiaanse dwerg en een beroemde nar aan het hof van Cosimo I de' Medici. Hij kreeg de ironische bijnaam Morgante naar de reus uit het gelijknamige gedicht van Luigi Pulci. Hij was een van de vijf dwergen die leefde aan het hof in het Palazzo Pitti. Morgante was een populair figuur tijdens de regeerperiode van Cosimo I mede vanwege zijn humor en scherpe tong. Als hofdwerg zorgde Morgante voor vermaak aan het hof van de' Medici. Uit bronnen uit die tijd blijkt dat Morgante o.a. moest vechten met een aap. In tegenstelling tot andere personen had Morgante wel een bepaalde status aan het hof. Deze status en waardering blijkt onder andere uit het feit dat Cosimo I hem een boerderij cadeau gaf (in 1555) en ook dat hij een financiële vergoeding kreeg.

## Kunst
De dwerg Morgante is door diverse kunstenaars uit de renaissance vereeuwigd; hierbij was er aandacht voor zowel de persoon als de anatomische bijzonderheden van zijn lichaam. Agnolo Bronzino maakte omstreeks 1553 een tweezijdig naaktportret van hem over zijn volledige lengte, zijn voor- en achterkant zijn elk afgebeeld op een zijde van het canvas. Dit werk van Bronzino was een reactie van hem op het paragone-debat van Giorgio Vasari.
Begin jaren 1560 maakte beeldhouwer Valerio Cioli, in opdracht van Cosimo I, een standbeeld van Morgante voor de Boboli-tuinen. De corpulente Morgante met baard wordt zittend op een schildpad afgebeeld. Het beeld van marmer werd in 1579 omgebouwd tot een fontein en staat tegenwoordig bekend als de Fontana del Bacchino vanwege de vergelijking met de Romeinse god Bacchus. Vasari heeft in zijn biografisch werk Le Vite opgemerkt dat hij het beeld niet alleen prachtig vond, maar ook dat de overeenkomst met de werkelijke Morgante erg groot was.
Ook de Vlaamse beeldhouwer Giambologna liet zich inspireren door Morgante. In 1582 kreeg hij de opdracht van Francesco I de' Medici om een beeld van Morgante te maken voor de fontein van het terras van Loggia dei Lanzi. Giambologna maakte meerdere beelden van Morgante waarbij hij het licht karikaturale aspect in het beeld van Cioli achterwege liet.

## Biografische gegevens
Specifieke geboorte- en sterfdata van Morgante zijn niet bekend. Dat Morgante eigenlijk Braccio di Bartolo heette en dat hij kwam uit Poggio Fornione weten we dankzij het document dat hoorde bij de schenking van de boerderij in 1555. Het overlijden van Morgante wordt beschreven door Antonfrancesco Grazzini ("Il Lasca") in zijn ode en gedicht: In morte di Morgante nano. Het gedicht impliceert dat Morgante voor 18 februari 1584, de sterfdatum van Grazzini, is overleden.
In een biografie over het leven van Isabella de' Medici, dochter van Cosimo I, uit 2008 komt naar voren dat er mogelijk meerdere dwergen aan het hof van de' Medici de naam Morgante kregen. Wanneer de ene Morgante overleed, werd deze vervangen door een andere.

## Galerij

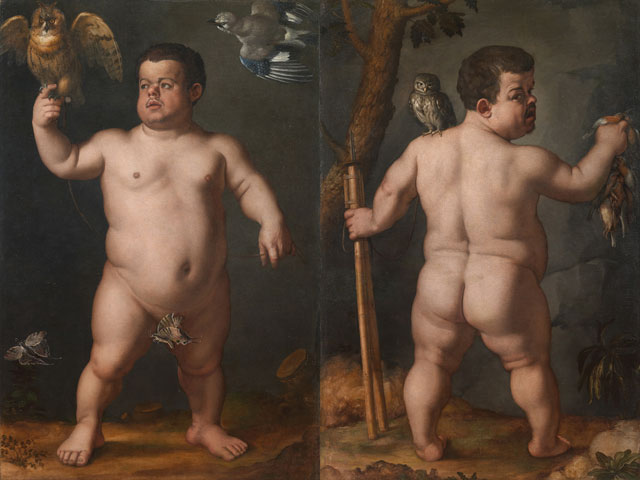
Portret van Nano Morgante (ca. 1553, na restauratie in 2010). Door Agnolo Bronzino
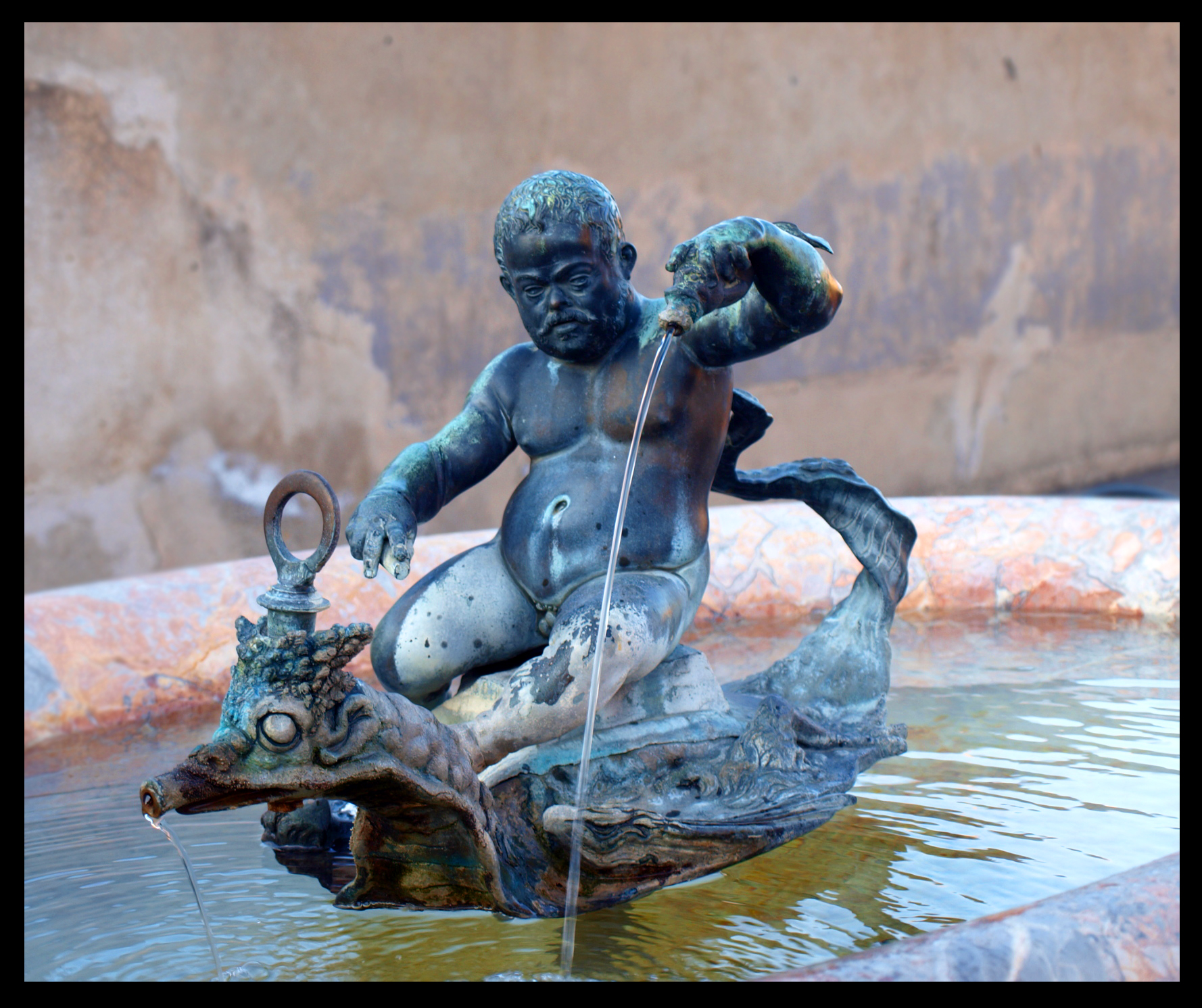
Nano Morgante (1582). Door Giambologna
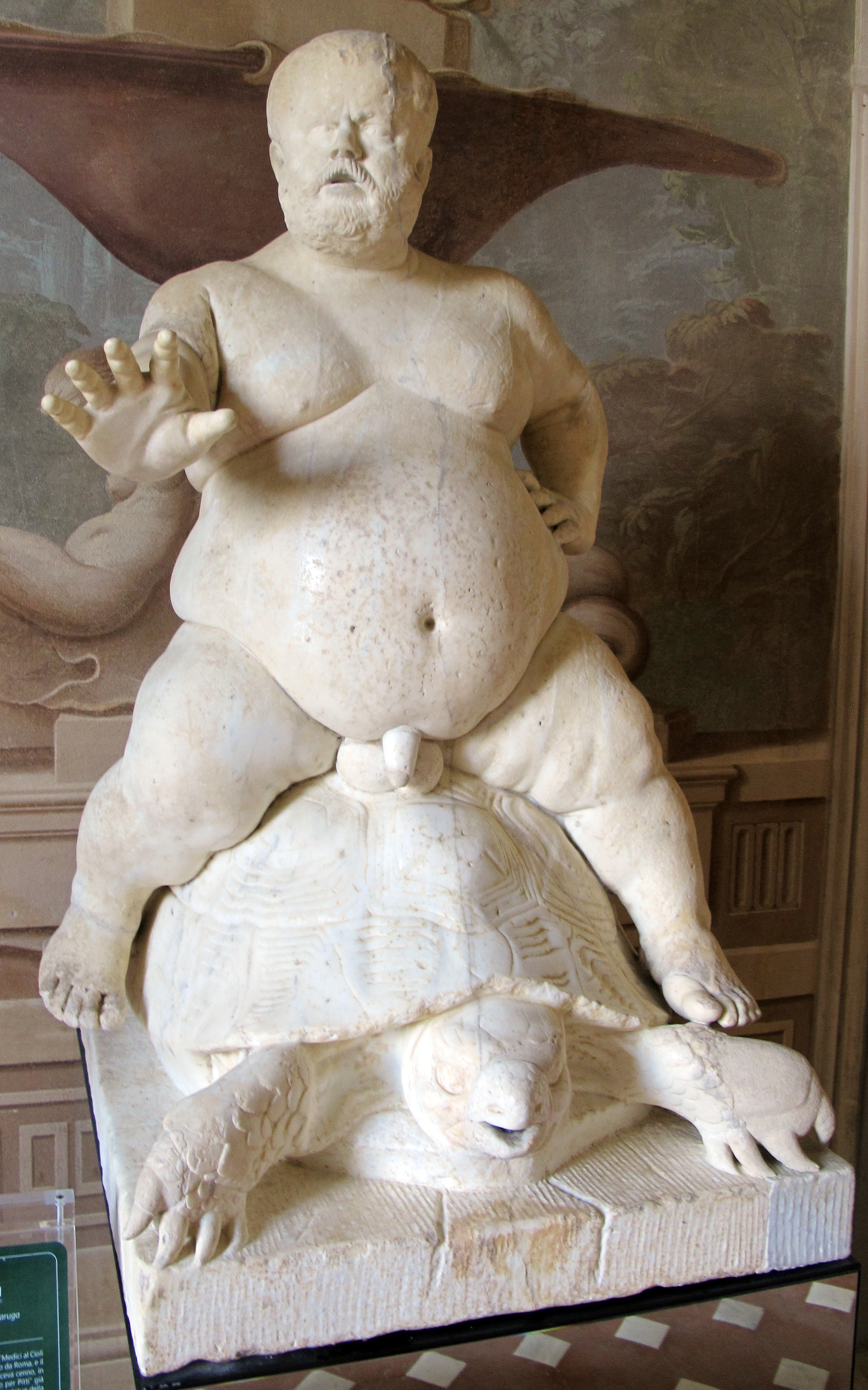
Nano Morgante (ca 1561-1564). Door Valerio Cioli